# Oplachantha albitarsis
Oplachantha albitarsis är en tvåvingeart som först beskrevs av Macquart 1846.  Oplachantha albitarsis ingår i släktet Oplachantha och familjen vapenflugor.
Artens utbredningsområde är Colombia. Inga underarter finns listade i Catalogue of Life.